# Cuphea karwinskii
Cuphea karwinskii är en fackelblomsväxtart som beskrevs av Emil Bernhard Koehne. Cuphea karwinskii ingår i släktet blossblommor, och familjen fackelblomsväxter. Inga underarter finns listade i Catalogue of Life.